# Neujahrskonzert der Wiener Philharmoniker 1998
Das Neujahrskonzert der Wiener Philharmoniker 1998 war das 58. Neujahrskonzert der Wiener Philharmoniker und fand am 1. Jänner 1998 im Wiener Musikverein statt. Dirigent war zum dritten Mal Zubin Mehta, der schon die Neujahrskonzerte 1990 und 1995  geleitet hatte.

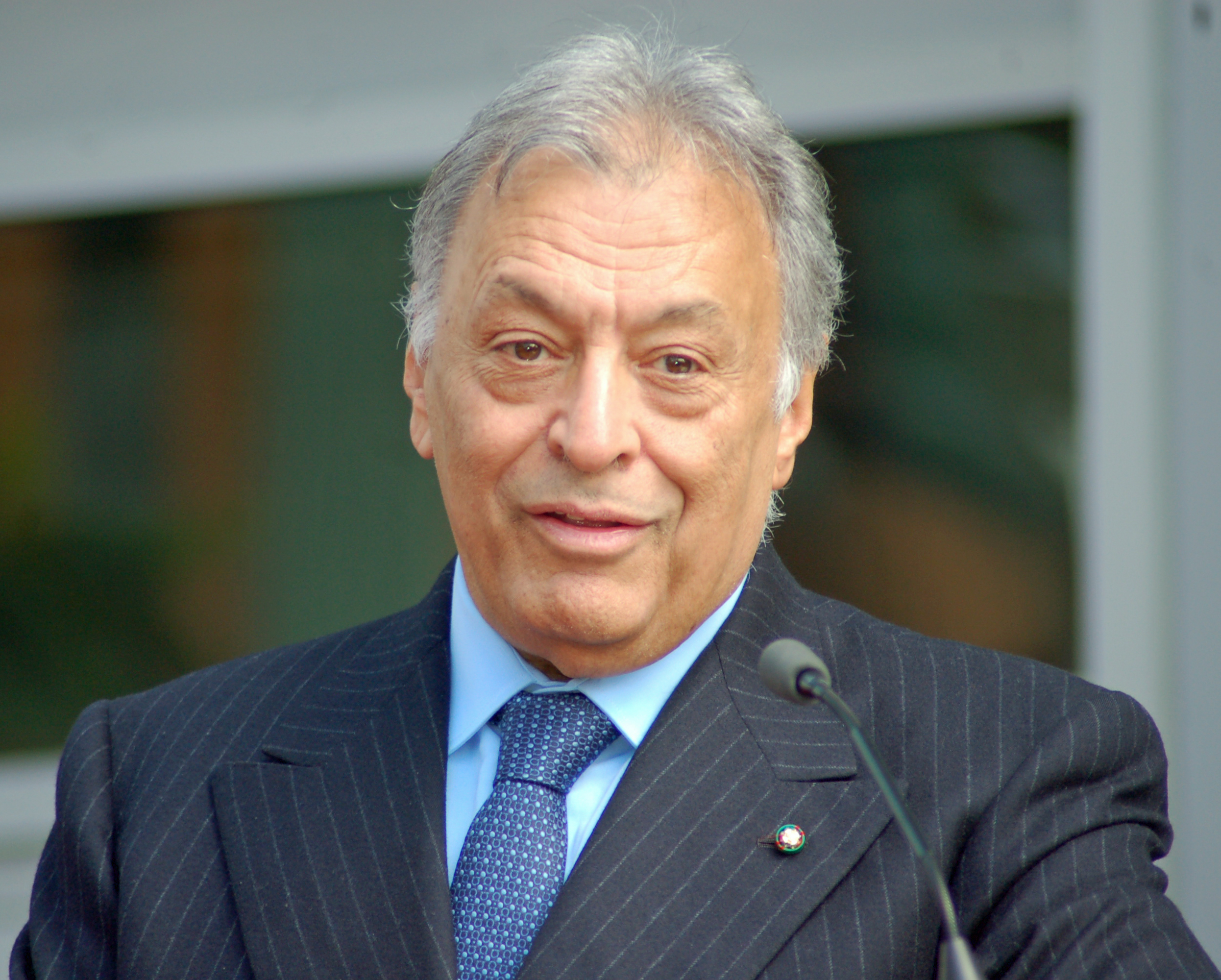
Zubin Mehta (2011)

## Programm

### 1. Teil
1. Johann Strauss (Sohn): Wo uns’re Fahne weht, Marsch, op. 473*
2. Johann Strauss (Sohn): Nachtfalter, Walzer, op. 157*
3. Joseph Hellmesberger junior: Kleiner Anzeiger, Polka schnell*
4. Josef Strauss: Die Schwebende, Polka Mazur, op. 110*, ***
5. Josef Strauss: Jocus-Polka, Polka schnell, op. 216
6. Johann Strauss (Sohn): Nordseebilder, Walzer, op. 390*
7. Johann Strauss (Sohn): Tritsch-Tratsch, Polka schnell, op. 214** (Chorfassung, Ausführende: Wiener Sängerknaben)

### 2. Teil
1. Johann Strauss (Sohn): Ouvertüre zu „Prinz Methusalem“
2. Johann Strauss (Sohn): Wiener Bonbons, Walzer, op. 307
3. Johann Strauss (Vater): Marianka-Polka, op. 173*
4. Josef Strauss: In der Heimath, Polka mazur, op. 231 *
5. Johann Strauss (Sohn): Annen-Polka, op. 117 (Chorfassung, Ausführende: Wiener Sängerknaben)
6. Josef Strauss: Plappermäulchen (Musikalischer Scherz), Polka schnell, op. 245 (Arrangement: Michael Rot)
7. Johann Strauss (Sohn): Neue Melodien-Quadrille, op. 254
8. Johann Strauss (Sohn): Rosen aus dem Süden, Walzer, op. 388
9. Eduard Strauß: Bahn frei, Polka schnell, op. 45

### Zugaben
1. Johann Strauss (Sohn): Nur fort, Polka schnell, op. 383*
2. Johann Strauss (Sohn): An der schönen blauen Donau, Walzer, op. 314
3. Johann Strauss (Vater): Radetzky-Marsch, op. 228

Werkliste und Reihenfolge sind der Website der Wiener Philharmoniker entnommen.
 Mit * gekennzeichnete Werke standen erstmals in einem Programm eines Neujahrskonzertes

**Die Polka  Tritsch-tratsch ist keine Polka schnell (Schnellpolka) im eigentlichen Sinn, diese Bezeichnung wird von Johann Strauss (Sohn) erst ab op. 281 (Vergnügungszug (Polka schnell)) gebraucht. Sie wird jedoch so im Programm der Wiener Philharmoniker bezeichnet, dies wurde übernommen.
***In späteren Konzerten (2008, 2022) als „Galopp, op. 4“ vermerkt.

## Besetzung (Auswahl)
- Zubin Mehta, Dirigent
- Wiener Philharmoniker
- Wiener Sängerknaben

## Aufnahmen
Die Audio-Doppel-CD erschien noch im Januar 1998 bei BMG Classics (Label RCA Victor Red Seal). Kritiker lobten dieses erstmalige Erscheinen bereits vier Wochen nach dem Ende des Konzertes als außergewöhnlich. Auf der ersten CD sind die Programmnummern enthalten, auf der zweiten die drei Zugaben.